# Magnolia montana
Magnolia montana este o specie de plante din genul Magnolia, familia Magnoliaceae. A fost descrisă pentru prima dată de Carl Ludwig von Blume, și a primit numele actual de la Richard B. Figlar. Conform Catalogue of Life specia Magnolia montana nu are subspecii cunoscute.